# Barbablanca (Perú)
Barbablanca es una localidad peruana ubicada en la región Lima, provincia de Huarochirí, distrito de Callahuanca. Se encuentra a una altitud de m s. n. m., en los primeros meses del año 2017, el poblado casi desaparece por los Huaycos.

## Lugares de interés
- Central Hidroeléctrica de Barbablanca[3]
- Centro Recreativo "Villa Natalia""

## Clima
| Parámetros climáticos promedio de Barbablanca | Parámetros climáticos promedio de Barbablanca | Parámetros climáticos promedio de Barbablanca | Parámetros climáticos promedio de Barbablanca | Parámetros climáticos promedio de Barbablanca | Parámetros climáticos promedio de Barbablanca | Parámetros climáticos promedio de Barbablanca | Parámetros climáticos promedio de Barbablanca | Parámetros climáticos promedio de Barbablanca | Parámetros climáticos promedio de Barbablanca | Parámetros climáticos promedio de Barbablanca | Parámetros climáticos promedio de Barbablanca | Parámetros climáticos promedio de Barbablanca | Parámetros climáticos promedio de Barbablanca |
| Mes                                           | Ene.                                          | Feb.                                          | Mar.                                          | Abr.                                          | May.                                          | Jun.                                          | Jul.                                          | Ago.                                          | Sep.                                          | Oct.                                          | Nov.                                          | Dic.                                          | Anual                                         |
| --------------------------------------------- | --------------------------------------------- | --------------------------------------------- | --------------------------------------------- | --------------------------------------------- | --------------------------------------------- | --------------------------------------------- | --------------------------------------------- | --------------------------------------------- | --------------------------------------------- | --------------------------------------------- | --------------------------------------------- | --------------------------------------------- | --------------------------------------------- |
| Fuente: Accuweather                           |                                               |                                               |                                               |                                               |                                               |                                               |                                               |                                               |                                               |                                               |                                               |                                               |                                               |